# Othmar Schneider
Othmar Schneider (ur. 27 sierpnia 1928 w Lech, zm. 25 grudnia 2012 w Götzis) – austriacki narciarz alpejski i strzelec, dwukrotny medalista olimpijski i dwukrotny medalista mistrzostw świata w narciarstwie alpejskim oraz brązowy medalista mistrzostw świata i Europy w strzelectwie..

## Kariera
Największe sukcesy w karierze Othmar Schneider osiągnął podczas rozgrywanych w 1952 roku igrzysk olimpijskich w Oslo, gdzie w dwóch startach zdobył dwa medale. Najpierw zdobył srebrny medal w zjeździe, rozdzielając na podium Włocha Zeno Colò oraz swego rodaka, Christiana Pravdę. Trzy dni później zdobył złoty medal w slalomie, wyprzedzając bezpośrednio dwóch Norwegów: Steina Eriksena oraz Guttorma Berge. Był to jednak jedyne medale wywalczone przez niego na arenie międzynarodowej. Na rozgrywanych dwa lata później mistrzostwach świata w Åre był blisko kolejnego sukcesu, jednak ostatecznie rywalizację w gigancie ukończył na czwartej pozycji. Walkę o brązowy medal przegrał tam z innym reprezentantem Austrii - Andreasem Moltererem o 1,7 sekundy. Schneider brał także udział w igrzyskach olimpijskich w Cortina d’Ampezzo w 1956 roku, jednak w swym jedynym starcie, slalomie, zajął dopiero dwunaste miejsce. Poza tym Austriak wygrał zawody cyklu Arlberg-Kandahar w Sestriere w 1951 roku oraz zjazd i kombinację w Wengen w latach 1951-1952. W 1956 roku przeszedł na zawodowstwo.
Othmar Schneider uprawiał także strzelectwo sportowe. Jego największym sukcesem było zdobycie drużynowego brązowego medalu w pistolecie dowolnym podczas mistrzostw świata w Bazylei w 1974 roku. Na rozgrywanych rok później mistrzostwach Europy w Madrycie wspólnie z kolegami z reprezentacji zdobył brązowy medal w pistolecie centralnego zapłonu. Nigdy nie wystąpił w zawodach strzeleckich podczas igrzysk olimpijskich. Schneider został także trenerem, podczas igrzysk olimpijskich w Montrealu w 1976 roku jego podopieczny, Rudolf Dollinger, zdobył brązowy medal w pistolecie dowolnym.
Poza tym był też instruktorem narciarstwa, prowadził hotel w rodzinnej miejscowości Lech oraz prowadził firmę Huber, zajmującą się produkcją sprzętu narciarskiego.

## Osiągnięcia

### Igrzyska olimpijskie
| Miejsce | Dzień       | Rok  | Miejscowość       | Konkurencja | Czas biegu | Strata  | Zwycięzca   |
| ------- | ----------- | ---- | ----------------- | ----------- | ---------- | ------- | ----------- |
| 2.      | 16 lutego   | 1952 | Oslo              | Zjazd       | 2:30,8 min | +1,2 s  | Zeno Colò   |
| 1.      | 19 lutego   | 1952 | Oslo              | Slalom      | 2:00,0 min | -       | -           |
| 12.     | 31 stycznia | 1956 | Cortina d’Ampezzo | Slalom      | 3:14,7 min | +21,1 s | Toni Sailer |

### Mistrzostwa świata
| Miejsce | Dzień       | Rok  | Miejscowość       | Konkurencja | Czas biegu | Strata  | Zwycięzca     |
| ------- | ----------- | ---- | ----------------- | ----------- | ---------- | ------- | ------------- |
| 2.      | 16 lutego   | 1952 | Oslo              | Zjazd       | 2:30,8 min | +1,2 s  | Zeno Colò     |
| 1.      | 19 lutego   | 1952 | Oslo              | Slalom      | 2:00,0 min | -       | -             |
| 4.      | 3 marca     | 1954 | Åre               | Slalom      | 1:52,5 min | +3,2 s  | Stein Eriksen |
| 12.     | 31 stycznia | 1956 | Cortina d’Ampezzo | Slalom      | 3:14,7 min | +21,1 s | Toni Sailer   |